# Port Alberni

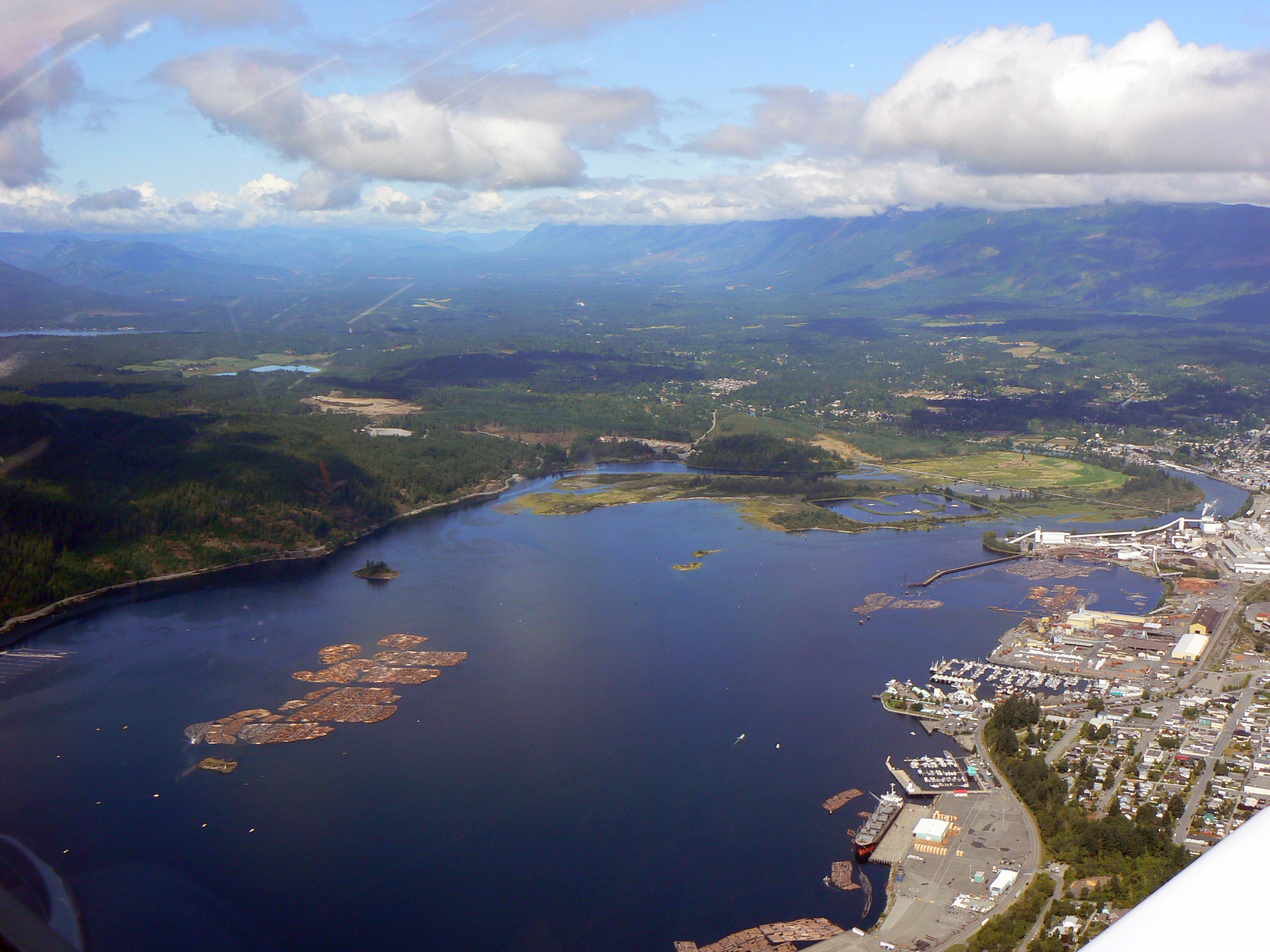

Port Alberni (49°6′N 124°29′O) é uma cidade do Canadá, província de Colúmbia Britânica. Sua população é de 19,531 habitantes (do censo nacional de 2001).